# Cynodontium longirostre
Cynodontium longirostre là một loài rêu trong họ Dicranaceae. Loài này được F. Weber & D. Mohr Schwägr. mô tả khoa học đầu tiên năm 1811.